# Mutations-Akkumulations-Theorie

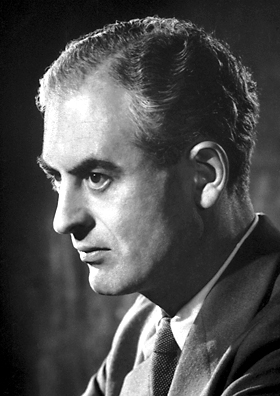
Peter Brian Medawar entwickelte 1952 die Mutations-Akkumulations-Theorie.

Die Mutations-Akkumulations-Theorie, die häufig auch in der deutschsprachigen Literatur verwendete englischsprachige Bezeichnung ist mutation accumulation theory (of ageing), ist eine 1952 von dem britischen Nobelpreisträger Peter Brian Medawar aufgestellte Theorie zur Erklärung der Ursachen für das Altern. Die Theorie ist im Einklang mit der Evolutionstheorie, auf der sie aufbaut, und gehört zu den Evolutionstheorien des Alterns.

## Beschreibung
Die Mutations-Akkumulations-Theorie begründet sich auf zwei Überlegungen:
1. Allele können in allen Lebensphasen eines Organismus aktiv werden und so den Phänotyp beeinflussen. Dieser Zeitpunkt kann beispielsweise auch im hohen Alter des Organismus liegen.
2. Die Selektion ist bei älteren Individuen eine schwächere Kraft als bei jüngeren, da ältere Individuen im Normalfall einen deutlich geringeren Anteil an der Gesamtpopulation haben.

Das Altern ist nach der Mutations-Akkumulations-Theorie die Folge einer abgeschwächten Selektionswirkung auf spät wirksame Allele, die einen wie auch immer gearteten fitnessmindernden Effekt haben.
Nahezu alle Tiere in der freien Wildbahn sterben den Katastrophentod, beispielsweise durch Unfälle, Krankheiten oder Prädatoren, bevor sie in den Bereich der maximalen Lebenserwartung (ω) kommen. Medawar schloss daraus, dass in hohem Alter kein ausreichender Selektionsdruck gegen das Altern vorhanden ist. Den fehlenden Selektionsdruck nannte Medawar Selektionsschatten. Als Folge dieses Selektionsschattens würden sich so über viele Generationen Mutationen ansammeln (Mutations-Akkumulation), die erst in fortgeschrittenem Alter ihre negativen Auswirkungen zeigen und dort zu den bekannten Alterserscheinungen führen, da der entsprechende evolutionäre Druck diese Mutationen zu Verhindern fehlt. Dies sollte nicht verwechselt werden mit einer Akkumulation von somatischen Mutationen während des Lebens eines Individuums.
Medawar sah in der Vernachlässigung der Homöostase die Ursache des Alterns. Die Akkumulation der Mutationen verläuft seiner Theorie zur Folge im Wesentlichen stochastisch, das heißt nach zeitlich geordneten zufälligen Vorgängen. Nur in Ausnahmefällen gelangen die Mutationen in den Genpool der Population.

## Rezeption
Die moderne Molekularbiologie hat im Laufe der Zeit einige Schwächen in Medawars Theorie aufgedeckt. Auch stehen einige Ergebnisse mit Modellorganismen im Widerspruch zur Mutations-Akkumulations-Theorie. Beides hat zu Weiterentwicklungen der Mutations-Akkumulations-Theorie geführt. Dies sind unter anderem die von George C. Williams aufgestellte Theorie der Antagonistischen Pleiotropie und die Disposable-Soma-Theorie von Tom Kirkwood. Alle drei Theorien zusammen schließen sich nicht aus. Die wesentliche gemeinsame Aussage ist bei allen dreien, dass das extrinsische Mortalitätsrisiko (äußere Einwirkungen die zum Tod führen) der entscheidende ultimate Faktor für die Ausprägung der intrinsischen Alterungsrate ist.

## Weiterführende Literatur
- T. C. Goldsmith: The Evolution of Aging. Ausgabe 2. Verlag Azinet, 2006, ISBN 0-9788709-0-5, S. 39–44. eingeschränkte Vorschau in der Google-Buchsuche
- A. Baudisch: Inevitable aging?: contributions to evolutionary-demographic theory. Verlag Springer, 2008, ISBN 978-3-540-76655-1. eingeschränkte Vorschau in der Google-Buchsuche